# 路易·朱爾·特羅胥
路易·朱尔·特罗胥（法語：Louis Jules Trochu，法語發音：[lwi ʒyl tʁɔʃy]; 1815年3月12日—1896年10月7日），法国军事领袖和政治家。1870年9月-1871年1月22日期间任国防政府主席兼巴黎武装力量总司令，同时也是法国该时期实际上的国家元首。

## 军事生涯
特罗胥出生于贝勒岛帕莱。毕业于法国圣西尔军校，1837年进入参谋团，1840年被晋升为中尉、1843年升上尉。在比若元帅手下担任军官，参加过1830-1840年法国占领阿尔及利亚战争，为表彰他在西迪·优素福之战和伊斯利战役中的勇敢表现，被比若元帅任命为副官(aide-de-camp)。1845年被提升为陆军少校，1853年升上校。
在克里米亚战争中，他作为圣阿诺元帅的副官，先后担任旅长、荣誉军团指挥官和师长，1854年11月提升为准将，1855年指挥一个步兵团攻占马拉科夫堡，1859年指挥一个师参加意大利战争的索尔费里诺战役，获得荣誉军团大十字勋章。
1866年特罗胥晋升为少将，调到陆军部任职，拟定军队重组计划。他在第二年发表匿名文章《L'Armée française en 1867》，受到极大的欢迎，连续发行十版，到1870年达到了二十版。但这个小册子给他带来了坏运气，他被调离陆军部办公室，以半薪前往普法战争战场。
1870年法国普法战争发生早期失败后，他被任命为帝国沙隆驻军第一指挥官，不久(8月17日)任巴黎总督和首都国防武装力量总司令，掌握包括12万名正规军，8万名别动队，33万名国民自卫队。

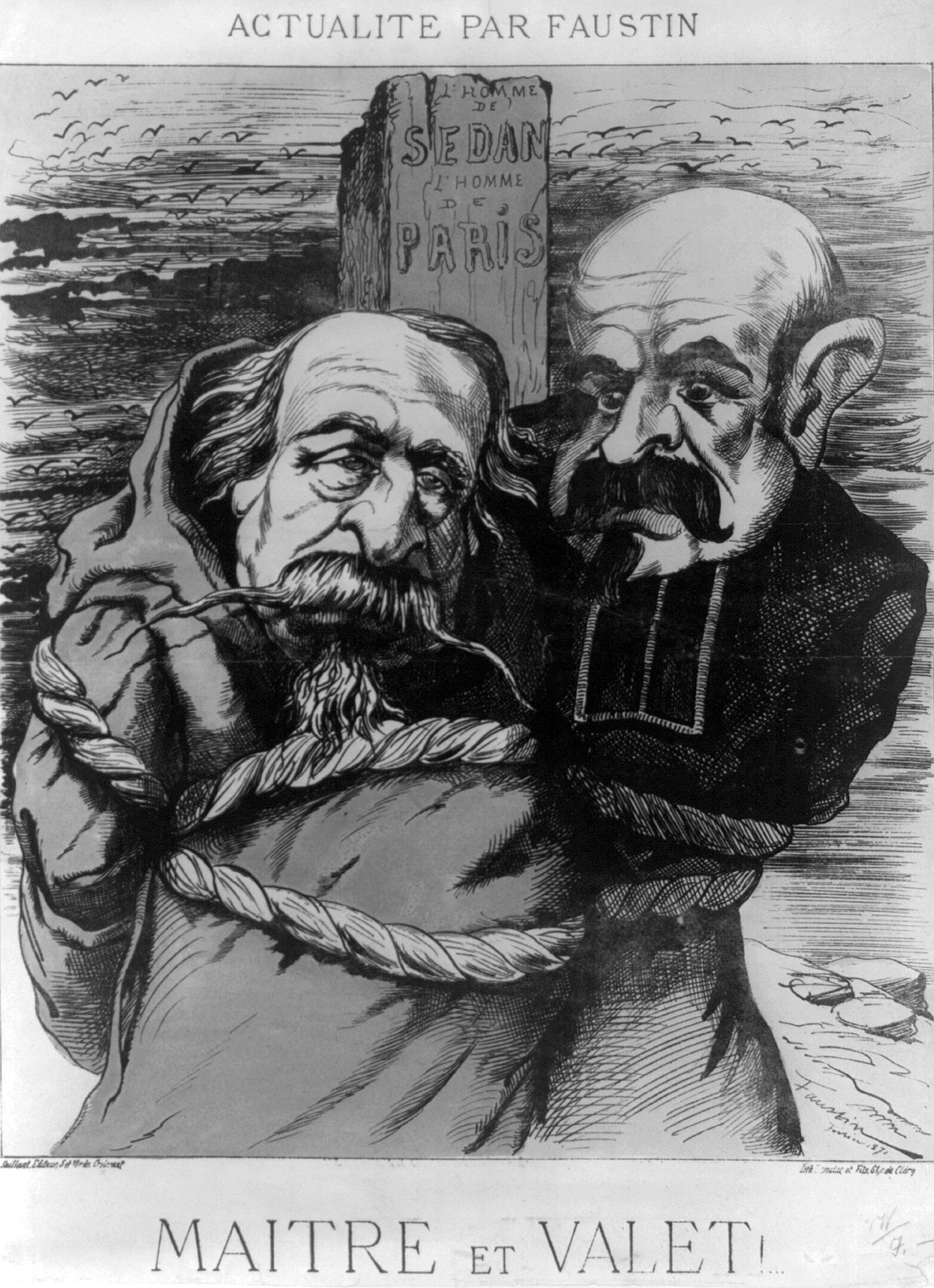
1871年拿破仑三世漫画，显示他扮成僧侣和特罗胥装扮成一名牧师，两人绑定到一个标记为“色当人、巴黎人”的木桩上，普法战争中两人都负有法国战败的责任.

普法战争仍在继续，普军正疯狂地向巴黎扑来。共和派没有掌握军队，只得向巴黎总督、奥尔良派将军特罗胥乞求合作。特罗胥趁机要挟共和派，必须由他担任政府首脑，并确保宗教、家庭和私有制原则不受侵犯，否则，决不参加政府。共和派别无选择，接受了所有条件。
9月4日晚上，临时政府成员开会组织内阁，朱尔·法夫尔让出临时政府首脑的职位，特罗胥任国防政府主席兼巴黎总督，9月18日普军包围了巴黎。10月27日，指挥将近18万法军官兵的巴赞元帅在梅斯向普军投降。而国防政府成员中反对投降、力主抗战的唯有内政部长莱昂·甘必大一人，10月7日，甘必大乘气球飞离巴黎，在外面组织抵抗军。
1871年1月10日的政府会议上，特罗胥公然提出，“如果在巴黎城郊的大战中，死掉2万到2.5万人，巴黎就会投降”。政府还在1月17日的会议上专门讨论了进行投降谈判的人选、以法国还是以巴黎名义投降、以及投降时采取那些措施对付群众反抗等问题。1月28日国防政府与普鲁士签订了停战协定。1871年1月22日特罗胥辞去巴黎总督一职，由约瑟夫·维努瓦将军接任，保留了国防政府主席职务，直至2月份停战后。
停战后特罗胥当选为国民议会莫尔比昂省代表，10月他当选为莫尔比昂省委员会主席。1872年7月他退出政治生活，1873年从军队退役。他在1873年发表了《为了真理和正义》(Pour la vérité et pour la justice)，为国防政府辩护。1879年发表了《française en 1879, par un officier en retraite》，补充他1867年以前的作品。

## 勋章
- 法国荣誉军团勋章
  - 骑士勋级 (1844年1月2日)
  - 军官勋级 (1854年8月9日)
  - 指挥官勋级 (1855年9月22日)
  - 大军官勋级 (1861年8月12日)
- 意大利纪念勋章(Médaille Commémorative d'Italie)(1859)
- 阿尔及利亚殖民勋章（英语：Médaille Coloniale）
- 利奥波德骑士勋章 (比利时)
- 圣莫里斯和拉撒路勋章大军官勋级 (撒丁)
- 巴思勋章伙伴勋级 (UK)